# Hans Lemmen
Johannes Henricus Catharina (Hans) Lemmen (Venlo, 25 september 1959) is een Nederlands beeldend kunstenaar. Lemmen maakt beelden, tekeningen en schilderijen. Hij maakte beelden voor de publieke ruimte in verschillende steden in Nederland en België en had solo-tentoonstellingen in musea in Nederland, België, Frankrijk en Spanje.

## Werk
Lemmen maakte onder andere een beeld in het centrum van Rotterdam, waar uit een grote bronzen boom een hand steekt die, als men hem de hand geeft, de menselijke lichaamstemperatuur blijkt te hebben. Op de winkelpromenade in Heerlen ligt een bronzen 20 meter lange "fossiele" zegelboom van brons op een sokkel die ook een bank is. Een verwijzing naar de mijnsluitingen in 1968 en de haastige verwijdering van de sporen die daarnaar verwezen. De toekomst van het beeld is in 2023 onzeker door veranderingen aan de Promenade door de gemeente Heerlen.  
Meerdere van zijn werken in de openbare ruimte hebben een band met archeologie. Lemmen is ook amateurarcheoloog. Kleine tekeningen die werden gemaakt op met caseïne geprepareerd papier vormden twintig jaar de kern van zijn werk. Sinds 2012 worden deze ook vertaald naar grotere en (zeer) grote formaten. 
In 2015 werd hij door de Amerikaans/Zuid-Afrikaanse fotograaf Roger Ballen gevraagd voor een samenwerkingsproject. De kunstenaars stuurden elkaar respectievelijk foto's en tekeningen toe, die de ander verwerkte in zijn eigen werk. Voor Lemmen resulteerde dit in een fusie tussen fotografie en tekenkunst, waarbij hij delen van de foto wegkrasten en er met houtskool op tekende. Het project werd getoond in musea in Parijs (Musée de la Chasse et de la Nature), met 34.000 bezoekers en Nederland. Vervolgens verdiepte Lemmen deze techniek verder, waarbij hij het archief van  fotograaf Tarek Ode op Tenerife mocht gebruiken. Het resultaat, "Terra Cifrada" (gecodeerde aarde) werd getoond in een Spaans museum in 2021. Het werk van Lemmen kan worden gekenmerkt met de trefwoorden tijd-ruimte, evolutie, mens-dier, plaats van de mens, prehistorie, archeologie, landschap. Zijn beeldtaal heeft vaak surrealistische elementen, maar kan ook abstract zijn.